# كلير بيركنز
كلير بيركنز (بالإنجليزية: Clare Perkins)‏ هي ممثلة بريطانية، ولدت في 18 أغسطس 1965 في لندن في المملكة المتحدة.

## أعمال

### مسلسلات
- عجلة الزمن

## وصلات خارجية
- كلير بيركنز على موقع IMDb (الإنجليزية)
- كلير بيركنز على موقع قاعدة بيانات الفيلم (الإنجليزية)